# Сухопутные войска Канады
Сухопу́тные войска́ Кана́ды, также известные как Армия Канады или Канадская армия (англ. Canadian Army, фр. Armée canadienne) — один из трёх видов Вооружённых сил Канады. По состоянию на февраль 2014 года состоит из 21 600 служащих в регулярной армии и 24 000 служащих запаса, в том числе 5000 рейнджеров, поддерживаемых 4900 гражданскими лицами. Армейские подразделения регулярных войск размещены на базах по всей территории Канады. Армия также отвечает за крупнейший контингент Основного резерва — армейский резерв. Командующий Армией Канады и начальник штаба армии — генерал-лейтенант Джослин Пол.
Название «Канадская армия» официально используется с начала 1940 года. Начиная с Конфедерации в 1867 году и до Второй мировой войны официальным названием было «Канадская милиция». 1 апреля 1966 года в качестве первого шага по объединению вооружённых сил Канады все армейские подразделения были переданы в новую организацию, названную Мобильное командование (англ. Force Mobile Command). В 1968 году Королевский канадский военно-морской флот, Канадская армия и Королевские военно-воздушные силы Канады были слиты, армия стала частью объединённых Вооружённых сил Канады. При реорганизации Канадских вооружённых сил в 1993 году Мобильное командование было переименовано в Командование сухопутных войск (англ. Land Force Command). В августе 2011 года Командованию сухопутных войск возвращено прежнее наименование «Канадская армия».

## Рода войск и службы
- Королевский канадский бронетанковый корпус (Royal Canadian Armoured Corps)
- Королевский полк канадской артиллерии (The Royal Regiment of Canadian Artillery)
- Корпус королевских канадских инженеров (Corps of Royal Canadian Engineers)
- Королевский канадский корпус связи (Royal Canadian Corps of Signals)
- Королевский канадский пехотный корпус (Royal Canadian Infantry Corps)
- Королевская канадская логистическая служба (Royal Canadian Logistics Service)
- Королевская канадская медицинская служба (Royal Canadian Medical Services)
- Королевский канадский стоматологический корпус (Royal Canadian Dental Corps)
- Корпус королевских канадских инженеров-электриков и механиков (Corps of Royal Canadian Electrical and Mechanical Engineers)
- Королевская канадская капелланская служба (Royal Canadian Chaplain Services)
- Военная полиция (Military Police)
- Юридический персонал (Legal personnel)
- Военные музыканты (Musicians)
- Подбор персонала и повышение квалификации персонала (Personnel selection and training development staff)
- Сотрудники по связям с общественностью и разведывательной службы (Public affairs and intelligence personnel)
- Члены кадетско-инструкторского состава королевской канадской армии (As well as members of the Royal Canadian Army Cadet Instructor Cadre)[3]

## История
До Конфедерации в 1867 году Канаду в военное время защищала Британская армия, в которую входили подразделения канадской милиции. После 1867 года была сформирована Постоянно действующая милиция (Permanent Active Militia) (PAM), а несколько десятилетий спустя были созданы несколько формирований регулярных войск, их потомками стали Канадская королевская конная артиллерия (Royal Canadian Horse Artillery), Королевские канадские драгуны (Royal Canadian Dragoons) и Королевский канадский полк. Регулярные канадские войска участвовали в подавлении Северо-Западного восстания в 1885 году, Южно-Африканской войне (Англо-бурская война (1899—1902)) в 1899 году, и в гораздо большей численности составляли Канадские экспедиционные силы (Canadian Expeditionary Force) в Первой мировой войне.

## Структура
Штаб сухопутных сил (Land Forces Staff, отдел Штаба национальной обороны (NDH)) (Оттава, Онтарио)
- 2-я дивизия (фр. 2e Division du Canada) (военная база Валькартье, Квебек, отвечает за Квебек)
  - Регулярные силы:
    - 5-я механизированная бригада (фр. 5e Groupe-brigade mécanisé du Canada) (военная база Валькартье, Квебек)
    - Группа поддержки 2-й дивизии (фр. Groupe de soutien de la 2e Division du Canada) (военная база Монреаль, Квебек) (тыл дивизии)
    - Учебный центр 2-й дивизии (фр. Centre d'instruction de la 2e Division du Canada) (военная база Валькартье, Квебек)

  - Первостепенный резерв:
    - 34-я резервная бригада (фр. 34e Groupe-brigade canadienne) (военная база Монреаль, Квебек)
    - 35-я резервная бригада (фр. 35e Groupe-brigade canadienne) (Квебек (город), Квебек)

  - Второстепенный резерв:
    - 2-я патрульная группа Канадских рейнджеров (фр. 2e Groupe de patrouilles des Rangers canadiens) (Сен-Жан-сюр-Ришелье, Квебек)
- 3-я дивизия (3rd Canadian Division) (военная база Эдмонтон, Альберта, отвечает за Британскую Колумбию, Альберту, Саскачеван и Манитобу)
  - Регулярные силы:
    - 1-я механизированная бригада (1st Canadian Mechanized Brigade Group) (военная база Эдмонтон, Альберта)
    - Группа поддержки 3-й дивизии (3rd Canadian Division Support Group) (военная база Эдмонтон, Альберта) (тыл дивизии)
    - Учебный центр 3-й дивизии (3rd Canadian Division Training Centre) (военная база Уэйнрайт, Альберта)

  - Первостепенный резерв:
    - 38-я резервная бригада (38 Canadian Brigade Group) (Виннипег, Манитоба)
    - 39-я резервная бригада (39 Canadian Brigade Group) (Ванкувер, Британская Колумбия)
    - 41-я резервная бригада (41 Canadian Brigade Group) (Калгари, Альберта)

  - Второстепенный резерв:
    - 4-я патрульная патрульная группа Канадских рейнджеров (4th Canadian Ranger Patrol Group) (военная база Виктория, Британская Колумбия)
- 4-я дивизия (4th Canadian Division) (Торонто, Онтарио, отвечает за Онтарио)
  - Регулярные силы:
    - 2-я механизированная бригада (2nd Canadian Mechanized Brigade Group) (военная база Петавава, Онтарио)
    - Группа поддержки 4-й дивизии (4th Canadian Division Support Group) (военная база Петавава, Онтарио) (тыл дивизии)
    - Учебный центр 4-й дивизии (4th Canadian Division Training Centre) (Мифорд, Онтарио)

  - Первостепенный резерв:
    - Полк почётной гвардии (Ceremonial Guard) (Оттава, Онтарио)
    - 31-я резервная бригада (31st Canadian Brigade Group) (Лондон, Онтарио)
    - 32-я резервная бригада (32nd Canadian Brigade Group) (Торонто, Онтарио)
    - 33-я резервная бригада (33rd Canadian Brigade Group) (Оттава, Онтарио)

  - Второстепенный резерв:
    - 3-я патрульная группа Канадских рейнджеров (3rd Canadian Ranger Patrol Group) (военная база Борден, Онтарио)
- 5-я дивизия (5th Canadian Division) (военная база Галифакс, Новая Шотландия, отвечает за Нью-Брансуик, Новую Шотландию, Остров Принца Эдуарда и Ньюфаундленд и Лабрадор)
  - Регулярные силы:
    - резервная бригада боевой поддержки (Canadian Combat Support Brigade) (Кингстон, Онтарио)
      - Оперативная группа по воздействию [психологические операции, военно-гражданское сотрудничество] (Кингстон, Онтарио)
      - Разведывательный полк Канадской армии [разведывательный центр] (Кингстон, Онтарио)
      - 21-й полк РЭБ (Кингстон, Онтарио)
      - 4-й артиллерийский полк [ПВО] (Оромокто, Нью-Брансуик)
      - 4-й полк инженерной поддержки (Оромокто, Нью-Брансуик)

    - Группа поддержки 5-й дивизии (5th Canadian Division Support Group) (Оромокто, Нью-Брансуик) (тыл дивизии)
    - Учебный центр 5-й дивизии (5th Canadian Division Training Centre) (Оромокто, Нью-Брансуик)

  - Первостепенный резерв:
    - 36-я резервная бригада (36 Canadian Brigade Group) (военная база Галифакс, Новая Шотландия)
    - 37-я резервная бригада (37 Canadian Brigade Group) (Монктон, Нью-Брансуик)

  - Первостепенный резерв:
    - 5-я патрульная группа Канадских рейнджеров (5th Canadian Ranger Patrol Group) (Гандер, Ньюфаундленд и Лабрадор)
- Доктринальный и учебный центр СВ (Canadian Army Doctrine and Training Centre) (военная база Кингстон, Онтарио) (дивизионный эквивалент)
  - Командно-штабная школа СВ (Canadian Army Command and Staff College) (военная база Кингстон, Онтарио)
  - Учебный центр по поддержанию мира Кингстон (Peace Support Training Centre Kingston) (военная база Кингстон, Онтарио)
  - Канадский центр маневренной подготовки (Canadian Manoeuvre Training Centre) (военная база Уэйнрайт, Альберта) (бригадный эквивалент)
  - Центр боевой подготовки (Combat Training Centre) (военная база Гейджтаун, Нью-Брансуик) (бригадный эквивалент)
    - Школа Королевского канадского бронетанкового корпуса (The Royal Canadian Armoured Corps School)
    - Королевская канадская школа пехоты (The Royal Canadian School of Infantry)
    - Королевский полк Канадской артиллерийской школы (The Royal Regiment of Canadian Artillery School)
    - Королевская канадская инженерная школа (The Royal Canadian Engineers School)
    - Школа связи и электроники канадских сил (The Canadian Forces School of Communications and Electronics)
    - Школа королевских канадских инженеров инженеров-электриков и механиков (The Royal Canadian Electrical and Mechanical Engineers School)
    - Школа тактики (The Tactics School)
    - Центр боевого применения СВ (The Canadian Army Advanced Warfare Centre)
    - Испытательная и оценочная часть СВ (The Canadian Army Trials and Evaluations Unit)

На трёх федеральных территориях на севере Канады нет регулярных или милиционных бригад. Операции в этих районах не являются обязанностью сухопутных войск, а осуществляются непосредственно Совместным оперативным командованием Канады (CJOC) в рамках программы Joint Task Force (North).
- ОШС дивизий СВ Канады на 2020 год
- 2-я дивизия
- 3-я дивизия
- 4-я дивизия
- 5-я дивизия

## Вооружение и военная техника
- Leopard 2A4[5]
- M113[5]
- LAV-25 Coyote[5]
- LAV III[5]
- Textron TAPV[5]
- Bv 206[5]
- Boeing Insitu RQ-21 Blackjack[5]
- 155-мм гаубица M777[5]
- 105-мм гаубица LG1[5]
- 81-мм миномёт L16[5]
- ADATS[5]
- LAV-TOW[5]